# Werner Haase
Werner Haase (Köthen, 2 de agosto de 1900 - Moscú, 30 de noviembre de 1950) fue un cirujano y profesor de medicina alemán, teniente coronel y oficial de la Schutzstaffel (SS), y uno de los médicos particulares de Adolf Hitler.

## Biografía
Nace en Köthen, Sajonia-Anhalt, Alemania. Ingresó en el Partido Nacionalsocialista Obrero Alemán (NSDAP) en 1933 y a la SS en 1941. En 1935, ocupó el puesto de SS-Obersturmbannführer. Fue médico personal de Hitler de 1935 a 1945, teniendo el Führer una gran consideración por él. El libro "Hitler's Death: Russia's Last Great Secret Files from KGB", con base en documentos de archivos de la Unión Soviética, reproduce un telegrama enviado por Hitler para Haase el día de su cumpleaños en 1943 que decía: "Acepte mis sinceras felicitaciones por su aniversario".
En los últimos días de combate en Berlín, en abril de 1945, Haase junto a Ernst-Günther Schenck trabajaron para salvarle la vida a muchos civiles y soldados alemanes heridos y recogidos en los abrigos de la Cancillería del Reich, edificio que quedaba en el centro de Berlín, al lado del Führerbunker. El 29 de abril de 1945, fue convocado al mismo para suministrarle el veneno a Blondi, el perro de Hitler, y para garantizar que el veneno provisto por el Dr. Ludwig Stumpfegger fuese eficaz. Haase se quedó en el búnker hasta la tarde siguiente al suicidio de Hitler. Posteriormente, volvió a los abrigos públicos, donde permaneció hasta ser hecho prisionero por el ejército soviético.
El 6 de mayo, Hasse fue indicado por las autoridades soviéticas para identificar los cuerpos de Joseph Goebbels, de su esposa Magda, y de sus seis hijos.
En junio de 1945, Haase fue acusado de ser el médico personal de Hitler y de otros líderes del Tercer Reich. Sufriendo de tuberculosis, murió en prisión en noviembre de 1950. El lugar de su muerte está registrado como "Hospital-prisión Butyr". Posiblemente, ésta era una referencia a la prisión de Butyrka, en Moscú.